# Sérgio Ricardo dos Santos Júnior
Sérgio Ricardo dos Santos Júnior, meglio noto come Serginho (San Paolo, 3 dicembre 1990), è un calciatore brasiliano, centrocampista del Ponte Preta.

## Caratteristiche tecniche
Trequartista, può giocare come esterno d'attacco su entrambe le fasce.

## Palmarès

### Club

#### Competizioni nazionali
- Campeonato Brasileiro Série C: 1

Oeste: 2012
- Campeonato Brasileiro Série B: 2

Palmeiras: 2013
Santos: 2024
- J2 League: 1

Matsumoto Yamaga: 2018